# Харченко, Игорь Васильевич
И́горь Васи́льевич Ха́рченко (укр. Ігор Васильович Харченко; 27 февраля 1989, Боромля) — украинский военный лётчик, капитан, участник российско-украинской войны. Герой Украины (2023).

## Биография
Игорь Харченко родился 27 февраля 1989 года в селе Боромля Тростянецкого района Сумской области. После окончания Боромлянской общеобразовательной школы I—III ступеней поступил в Харьковский национальный университет Воздушных Сил имени Ивана Кожедуба. Получив диплом, вступил в ряды Вооружённых сил Украины, где продолжает службу.
Во время отражения полномасштабного вторжения России в Украину капитан Харченко, пилот армейской авиации, совершил 107 боевых вылетов. 21 марта 2022 года вместе с пилотом Алексеем Гребенщиковым он совершил первый полёт в поддержку защитников Мариуполя.
1 октября 2023 года, в День защитников и защитниц Украины, Игорь Харченко получил звание Героя Украины с вручением ордена «Золотая Звезда» из рук Президента Украины Владимира Зеленского на территории Национального историко-архитектурного музея «Киевская крепость» в присутствии военно-политического руководства страны и иностранных дипломатов.

## Награды
- Звание «Герой Украины» с вручением ордена «Золотая Звезда» (28 сентября 2023) — за личное мужество и героизм, проявленные в защите государственного суверенитета и территориальной целостности Украины, верность военной присяге.
- Орден Богдана Хмельницкого III степени (14 января 2025) — за личное мужество и высокий профессионализм, проявленные в защите государственного суверенитета и территориальной целостности Украины, верность военной присяге.